# Neue Synagoge (Dieuze)

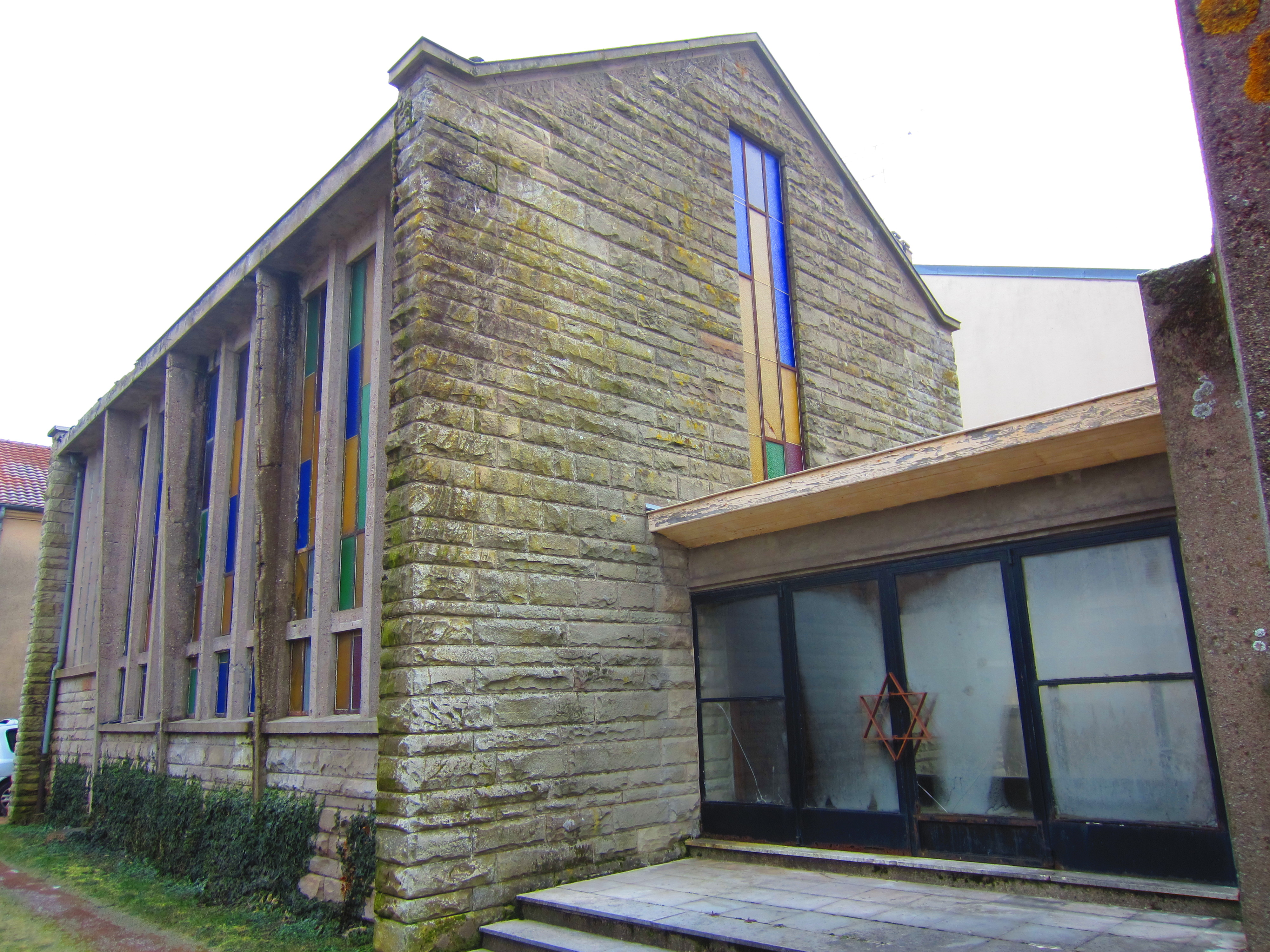
Neue Synagoge in Dieuze (2012)

Die Neue Synagoge in Dieuze, einer Gemeinde im Département Moselle in der französischen Region Lothringen, wurde 1955 errichtet. Die Synagoge befindet sich in der Avenue Foch.
Die Synagoge wird heute nicht mehr für den Gottesdienst genutzt und verfällt.